# D-Star One iSat
D-Star One iSAT  ist ein deutscher Nanosatellit, der von dem Berliner Unternehmen German Orbital Systems GmbH in Zusammenarbeit mit der tschechischen Firma iSky Technology s.r.o. konstruiert und gebaut wurde. Der Satellit ist mit einem ADS-B-System ausgestattet, welches Tracking-Daten von Flugzeugen weiterleitet. Weiterhin trägt der Satellit D-Star-Funkmodule für den Amateurfunkdienst über Satelliten. Er ist einer von mehreren Satelliten der D-Star-One-Reihe.

## Mission
D-Star One iSAT wurde am 27. Dezember 2018 gemeinsam mit der Hauptnutzlast, den Satelliten Kanopus-V-5 und -6 und weiteren 25 Kleinsatelliten, darunter D-Star One Sparrow, UWE-4 und ZACube-2 mit einer Soyuz-2-1a Fregat-M vom russischen Kosmodrom Wostotschny gestartet. Der erste Kontakt der Bodenstation in Berlin erfolgte am Tag des Starts. Die erste Telemetrie wurde am 28. Dezember 2018 durch Mike Rupprecht, DK3WN veröffentlicht.

## Frequenzen
- Uplink: 437,325 MHz (D-Star)
- Downlink: 435,525 MHz (D-Star, Sendeleistung 800 mW … 1200 mW)
- Telemetrie: 435,700 MHz 4k8 GMSK Mobitex (CMX990 Mobitex Format)
- Rufzeichen: DP2GOS

Die Nutzung der Amateurfunkfrequenzen wurde nicht mit der IARU koordiniert.